# Theodore Sherman Palmer
Pour les articles homonymes, voir Palmer.
Theodore Sherman Palmer est un zoologiste américain, né le 26 janvier 1868 à Oakland en Californie et mort le 23 juillet 1955.

## Biographie
Il obtient son Bachelor of Arts en 1888 à l’Université de Californie puis son doctorat de médecine à l’université de Georgetown.
Il est premier-assistant ornithologue au sein de l’U.S. Biological Survey de 1890 à 1896. Il dirige une expédition de cinq mois dans la vallée de la Mort en 1891. Il est assistant-chef de 1896 à 1902 puis de 1910 à 1914, assistant responsable des réserves de chasse de 1902 à 1910 et de 1914 à 1916. Toujours dans cette même institution, il devient expert pour la conservation du gibier de 1916 à 1924, biologiste de 1924 à 1928, puis biologiste-sénior de 1928 à 1933.
Il est membre de nombreuses sociétés savantes dont l’American Association for the Advancement of Science, l’American Ornithologists' Union, de l’American Society of Naturalists, de l’American Bison Society, de l’American Fisheries Society, de l’American Genetic Association, de l’American Forestry Association, etc.
Palmer fait paraître Jack Rabbits of United States (1897), List of Generic and Family Names of Redents (1897), Legislation for the Protection of Birds Other than Game Birds (1902), Review of Economic Ornithology in the United States (1900), Index Generum Mammalium (1904), Hunting Licenses (1904), Chronology and Index American Game Protection (1912), Game as a National Resource (1922), Place Names of the Death Valley Region (1948), Chronology of the Death Valley Region (1951), Biographies of members of the American Ornithologists Union, 1884-1954 (1954). Il œuvre activement à la protection des oiseaux, notamment migrateurs.
Il ne doit pas être confondu avec son contemporain Theodore Sherman Palmer, botaniste.

## Source
- Allen G. Debus (dir.) (1968). World Who’s Who in Science. A Biographical Dictionary of Notable Scientists from Antiquity to the Present. Marquis-Who’s Who (Chicago) : xvi + 1855 p.